# Palacio de la Ciudad de Potsdam
El Palacio de la Ciudad de Potsdam (en alemán: Potsdamer Stadtschloss) fue un edificio histórico de Potsdam, Alemania. Fue la segunda residencia (usada en invierno) del margrave de Brandeburgo, luego reyes de Prusia y emperadores alemanes. El edificio original se encontraba en la Plaza del Antiguo Mercado en Potsdam, junto a la Iglesia de San Nicolás (Nikolaikirche) y al antiguo concejo municipal.
Una reconstrucción parcial del palacio finalizó a fines de 2013 e incluyó diseños inspirados en la fachada original en sus exteriores y modernos en el interior. Desde entonces el edificio sirve como sede del Parlamento Regional de Brandeburgo.
El edificio original fue construido entre 1662 y 1669, posteriormente refaccionado entre 1744 y 1752. Fue seriamente dañado durante la Segunda Guerra Mundial en 1945,  aunque los bombardeos y los incendios causados por éstos no afectaron a gran parte de la estructura. Sin embargo, fue demolido por motivos ideológicos por el régimen comunista en 1960. 